# Thuidium tsu-shimae
Thuidium tsu-shimae là một loài rêu trong họ Thuidiaceae. Loài này được Broth. & Paris mô tả khoa học đầu tiên năm 1904.
Danh pháp khoa học của loài này chưa được làm sáng tỏ. 